# Adler (Sotsji)
Adler (Russisch: Адлер, Abchazisch: Лиашə; Liasjã) is een microdistrict en kuuroord in het district Adlerski van de Russische stad Sotsji in kraj Krasnodar aan de Zwarte Zee en de westelijke uitlopers van de Kaukasus bij de grens met Georgië (Abchazië). Bij het kuuroord ligt de luchthaven Adler-Sotsji.

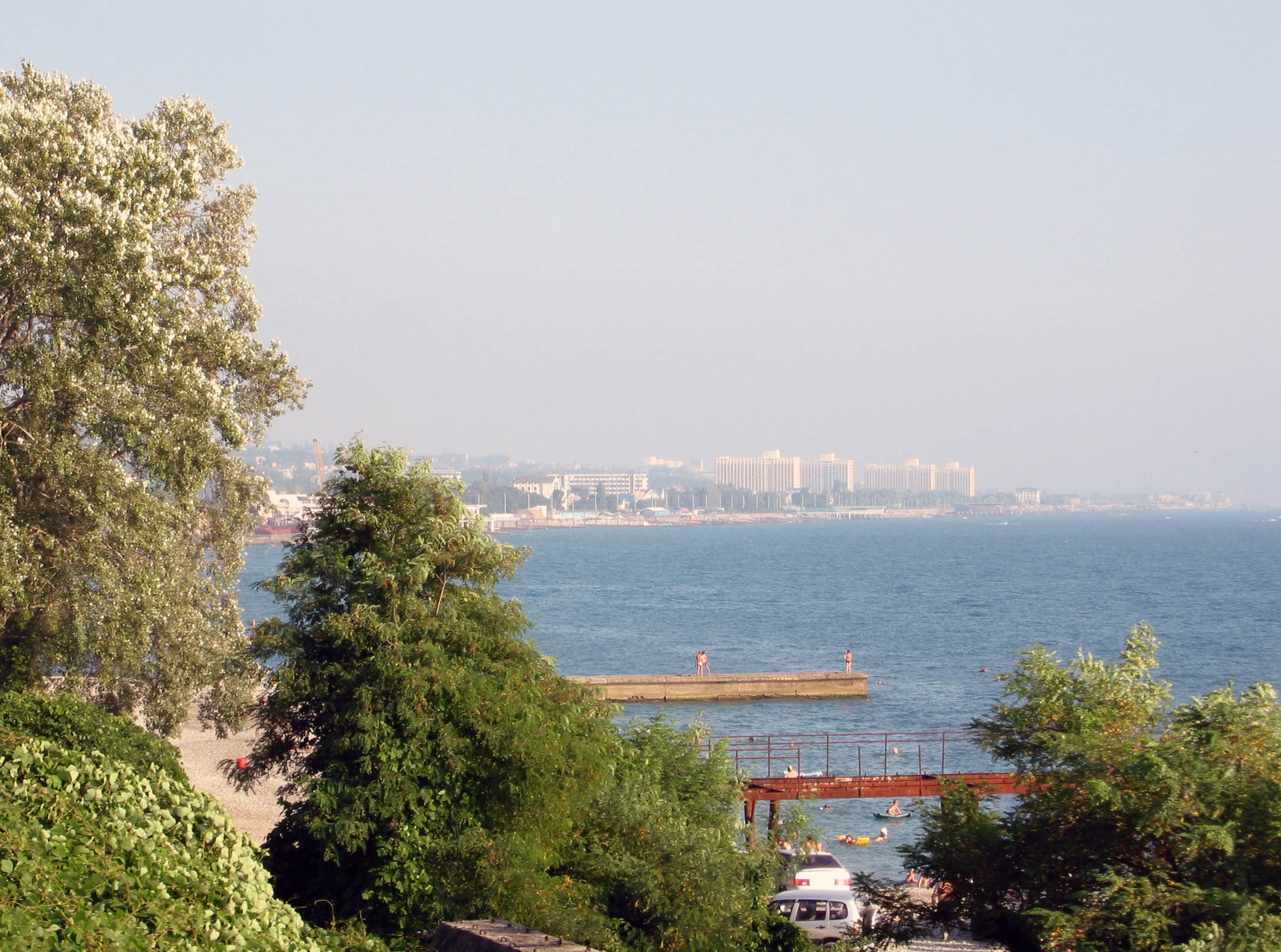
Gezicht vanaf microdistrict Chosti op de hogergelegen huizen van Adler aan de overzijde van het water

De eerste nederzetting met de naam Adler werd gesticht in 1869 bij kaap Adler. Tot 1915 ontwikkelde zich hier een stad met een douanekantoor, verscheidene agentschappen van stoomschipgenootschappen en meer dan 100 andere bedrijven. Het milde klimaat en het heuvelachtige landschap met subtropische vegetatie en het voorkomen van geneeskrachtige mineraalbronnen zorgden ervoor dat Adler in de sovjettijd uitgroeide tot een kuuroord.
In Adler bevindt zich het Olympisch Park Sotsji, waar verschillende accommodaties voor de Olympische Winterspelen 2014 gehuisvest zijn.